# Tabu (film)
Tabu är en svensk dramafilm från 1977 med filmmanus och regi av Vilgot Sjöman. 
Filmen söker behandla, undersöka och belysa olika sexuella identiteter och sexuella "avarter", utanför de vedertagna sexuella normerna. Den tar på olika sätt upp och granskar bland annat blottning, exhibitionism, sadomasochism, onani, fetischism, voyeurism, prostitution, transsexualitet, bi- och homosexualitet, med mera.
Tabu hade premiär på biograf Festival i Stockholm 28 januari 1977.

## Rollista
- Kjell Bergqvist - Kristoffer Lohman, advokat
- Lickå Sjöman - Sara
- Halvar Björk - Lennart Eriksson, även kallad Margareth
- Gunnar Björnstrand - Rådmanskan
- Viveca Lindfors - Sirkka Lind
- Frank Sundström - Juvelerare
- Heinz Hopf - Biceps
- Lars Amble - Evelyn
- Olle Björling - Carlstedt
- Stig Ossian Ericson - Björn, radioproducent
- Mona Andersson - Aina Eriksson, Lennarts fru
- Axel Düberg - Elsa-Britta
- Toivo Pawlo - Ernst Lohman, Kristoffers far
- Gerd Hagman - Cecilia Lohman, Kristoffers mor
- Peter Ahlm - Barbara
- Stellan Skarsgård - Jan-Erik
- Gudrun Brost - Linda
- Axel Segerström - den blåögde i parken
- Maria Johansson - Irja
- Birger Malmsten - bokförläggare
- Bill Carlsson - Lisbeth
- Mats Arehn - lille Bertil
- Zounkata Tuina - Christman
- Meta Velander - journalist vid Vår Svenska kyrka
- Tintin Anderzon - Eva, flickan i koloniträdgården
- Ulla Lindhe - Jan-Eriks flicka
- Bengt Järnblad - polis
- Therèse Kander - baby
- Maria Ekman - Lennarts dotter
- Sebastian Håkansson - Lennarts son
- Marianne Engström - Lena-Lena
- Monica Nielsen - lesbisk flicka
- Gun Robertson - dam i parken
- Lena Olin - flicka på båten
- Jan Nygren - stadig demonstrant
- Arthur Fischer - man i trappan
- Walter Hirsch - fotograf
- Ebbe Carlsson - radiorösten
- Hans-Ola Stenlund - statist
- Anita Ekström - dubbningsröst
- Arna Hervieu - dubbningsröst
- Catrin Eggers
- Per Gavelius - åskådare

## DVD
Filmen gavs ut på DVD 2016.